# Фрёзе, Эдгар
Эдгар Вильмар Фрёзе (нем. Edgar Wilmar Froese; 6 июня 1944, Тильзит, Нацистская Германия — 20 января 2015, Вена, Австрия) — немецкий композитор и музыкант; пионер электронной музыки, один из родоначальников и ведущих представителей Берлинской школы электронной музыки, лидер группы Tangerine Dream.

## Биография
Эдгар Фрёзе родился 6 июня 1944 года в восточно-прусском городе Тильзите (ныне — Советск Калининградской области). В конце Второй мировой войны семья бежала из Восточной Пруссии в центральную часть Германии.
С самых ранних лет Эдгар проявлял склонность к искусству, в возрасте 12 лет он брал уроки игры на фортепиано, в 15 лет начал играть на гитаре. Затем Фрёзе поступил в Академию искусств в Западном Берлине, чтобы учиться там живописи и скульптуре. В это время он увидел группу «Роллинг Стоунс», в которой больше всего его изумила внешность музыкантов, они выглядели мрачно и уныло. Успех «Роллингов» приободрил Фрёзе, который тоже был угрюмым. Он понял, что новая поп-культура принимает самые разные формы красоты в искусстве.

### The Ones
В 1965 году Фрёзе сформировал[где?] группу под названием The Ones, которая играла рок-музыку и ритм-энд-блюз. В том же году The Ones отправились в концертный тур по Северо-Восточной Испании, где один из концертов провели в прибрежном небольшом каталонском городке Кадакес в 50 километрах от Барселоны. Здесь были расположены частные владения известных художников, в том числе Сальвадора Дали, неожиданная встреча с которым изменила жизнь Эдгара Фрёзе. The Ones сыграли концерт на вилле Дали, и после этого Фрёзе уже никогда не был прежним, гениальный испанский художник вдохновил его на эксперименты в музыке.
The Ones распались в 1967 году, выпустив только один единственный сингл («Lady Greengrass» /«Love of Mine»). 
Проблемы начались с самого начала 1967 года: группа становилась всё беднее, выступая в захудалых клубах Парижа. Часто им приходилось впятером спать в одной комнате и питаться отбросами. Расставшись с The Ones, Фрёзе возвращается в Берлин.

### Tangerine Dream
Фрёзе мечтает создать что-то особенное, похожее на рок, блюз или джаз, но в то же время совершенное новое, погружающее в бескрайний внутренний мир человека, открывающее новую вселенную его чувств — что-то космическое, неземное.
После возвращения в Берлин, Фрезе начал собирать новую рок-группу, которая станет известной как Tangerine Dream. Поначалу музыканты играли на традиционных инструментах для рок-группы — обычные гитары, барабаны и электрическое фортепиано. Группа начинает помногу выступать в берлинских клубах. В 1969 году происходит важная встреча Фрёзе и барабанщика Клауса Шульце. Произошло это в культовом клубе Zodiak. Шульце, чем-то похожий на Фрёзе в фанатичной страсти к экспериментам, увлекся идеями Эдгара и вскоре стал участником группы. Через какое-то время на свет появляется первый альбом Tangerine Dream — Electronic Meditation, выпущенный в 1970 году.
Альбом «Electronic Meditation» довольно быстро покорил Германию, хотя там было больше хаоса, чем электроники и медитации, в то же время слушателей привлек необычный подход Фрёзе и товарищей к музыке. Вторая пластинка группы, под названием Alpha Centauri (1971), получилась не менее космической и неистовой, но несколько более структурированной чем Electronic Meditation, на ней появились электронные звуки. Немецкой публике «Alpha Centauri» понравилось настолько, что в Германии было продано свыше 20 тыс. экземпляров пластинки. Следующую пластинку Tangerine Dream ждал уже весь немецкий андеграунд. Двойной альбом Zeit («Время») вышел в 1972 году и представлял собой четыре композиции, каждая из которых стремилась к 20-минутной продолжительности. Альбом получился глубоким, эпическим и совершенно оторванным от земных реалий. Вскоре последовал альбом Atem (1973), который подвел итог так называемым «розовым годам» творчества Tangerine Dream, названным так по причине сотрудничества с фирмой грамзаписи Ohr, логотипом которой было розовое ухо.

### «Берлинская школа электронной музыки»
В 1974 году Tangerine Dream покинула Ohr и подписала контракт с британским лейблом Virgin. Фрёзе и товарищи взялись за исследование и внедрение в музыку новых технологий. Звучание группы стало практически полностью электронным, опирающимся на синтезаторы и секвенсоры. Новый звук группы лег в основу таких альбомов, как Phaedra, Rubycon, Stratosfear и некоторых других, которые принесли Tangerine Dream международную известность и стали классикой Берлинской школы электронной музыки.

### Сольная карьера
В период с 1974 по 1983 год Фрёзе выпустил семь сольных альбомов, самым сильным среди которых был Epsilon in Malaysian Pale, вошедший в классику Берлинской школы электронной музыки. Звучание сольных альбомов Фрёзе было очень близко музыке Tangerine Dream этого периода.

### В составе Tangerine Dream
В 1980-е годы группа вновь изменила стиль. Пространные электронные эмбиент-композиции уступили место более коммерческому, структурированному и мелодичному звучанию, близкому нью-эйдж, которое в целом утеряло новаторский дух. Интерес к группе стал заметно падать, зато резко возрос интерес со стороны Голливуда; в итоге в 1980-е годы Tangerine Dream записала свыше 30 саундтреков к американским фильмам.
В 2014 году Tangerine Dream выпустили 62 часа абстрактной кинематографической электронной музыки для всеми известной компьютерной игры GTAV. Это была чисто музыкальная среда, созданная и исполняемая исключительно Tangerine Dream, продюсером которой был сам Эдгар.

### Личная жизнь
Эдгар Фрёзе постоянно подчеркивал, что он не курит и никогда не употреблял наркотики, а, наоборот, ведет здоровый образ жизни и употребляет вегетарианскую пищу.

### Смерть
Эдгар Фрёзе скончался 20 января 2015 года, в городе Вена. Как сообщается на официальном сайте Tangerine Dream, музыкант скончался от эмболии легочной артерии.

## Сольная дискография
- Aqua (1974) (издан в двух вариантах с различными версиями и порядком песен, оба в 1974)
- Epsilon in Malaysian Pale (1975)
- Macula Transfer (1976)
- Ages (1978)
- Stuntman (1979)
- Electronic Dreams (ок. 1980) сборник
- Solo 1974—1979 (1981) сборник
- Kamikaze 1989 (1982) саундтрек
- Pinnacles (1983)
- Beyond the Storm (1995) двойной CD, полусборник с новыми и аранжированными заново треками
- Introduction to the Ambient Highway (2003) sampler compilation issued prior to the series
- Ambient Highway, Vol. 1 (2003) semi-compilation with new and remixed tracks
- Ambient Highway, Vol. 2 (2003) semi-compilation with new and remixed tracks
- Ambient Highway, Vol. 3 (2003) semi-compilation with new and remixed tracks
- Ambient Highway, Vol. 4 (2003) semi-compilation with new and remixed tracks
- Dalinetopia (2004)
- Ages (2005) partially re-recorded, remixed version of the 1978 album, omits one track from the original, but not the same one omitted for CD previously
- Epsilon in Malaysian Pale (2005) partially re-recorded, remixed version of the 1975 album
- Stuntman (2005) partially re-recorded, remixed version of the 1979 album
- Aqua (2005) partially re-recorded, remixed version of the 1974 album
- Macula Transfer (2005) partially re-recorded, remixed version of the 1976 album
- Pinnacles (2005) partially re-recorded, remixed version of the 1983 album, omits the last 1/3 of the original
- Orange Light Years (2005) double CD semi-compilation with new and remixed tracks

## Музыка к теле и кинофильмам
- Memphis PD: War on the Streets (ТВ) (1996)
- Подмена (ТВ) (1993)
- We All Have Tales: Rumpelstiltskin (видео) (1992)
- Поймай меня, если сможешь (1989)
- Кровавые ночи (видео) (1989)
- Destination Berlin (1988)
- Упорный, надежный, идеальный (ТВ) (1988)
- Миля чудес (1988)
- Canyon Dreams (видео) (1987)
- Стыдливые люди (1987)
- Deadly Care (ТВ) (1987)
- Tonight’s the Night (ТВ) (1987)
- Ночь страха (1985)
- Красное каление (1985)
- Зрительный поиск (1985)
- Street Hawk (сериал) (1985)
- Разбивающие сердца (1984)
- Вспышка (1984)
- Воспламеняющая взглядом (1984)
- Крепость (1983)
- Длина волны (1983)
- Brandmale (1983)
- Rainer Werner Fassbinder — Letzte Arbeiten (ТВ) (1982)
- Kamikaze 1989 (1982)
- Вор (1981)
- Take It to the Limit (1980)
- Kneuss (1978)
- Geradeaus bis zum Morgen (1972)
- Место преступления (сериал) (1969)
- Auf Scheißer schießt man nicht (1969)
- Der Meteor (ТВ) (1968)

1. ↑  https://fr.findagrave.com/memorial/141756335/edgar-froese